# دم‌شلاقی شطرنجی خاکستری
دم‌شلاقی شطرنجی خاکستری (نام علمی: Aspidoscelis dixoni)، که معمولاً با نام دم‌شلاقی دیکسون نیز شناخته می‌شود، گونه‌ای از مارمولک‌ها از تیرهٔ سوسماران دم‌شلاقی (Teiidae) است. این گونه بومی شمال مکزیک و ایالات متحده در جنوب نیومکزیکو و غرب تگزاس است.